# Wasserpark Wennigsen

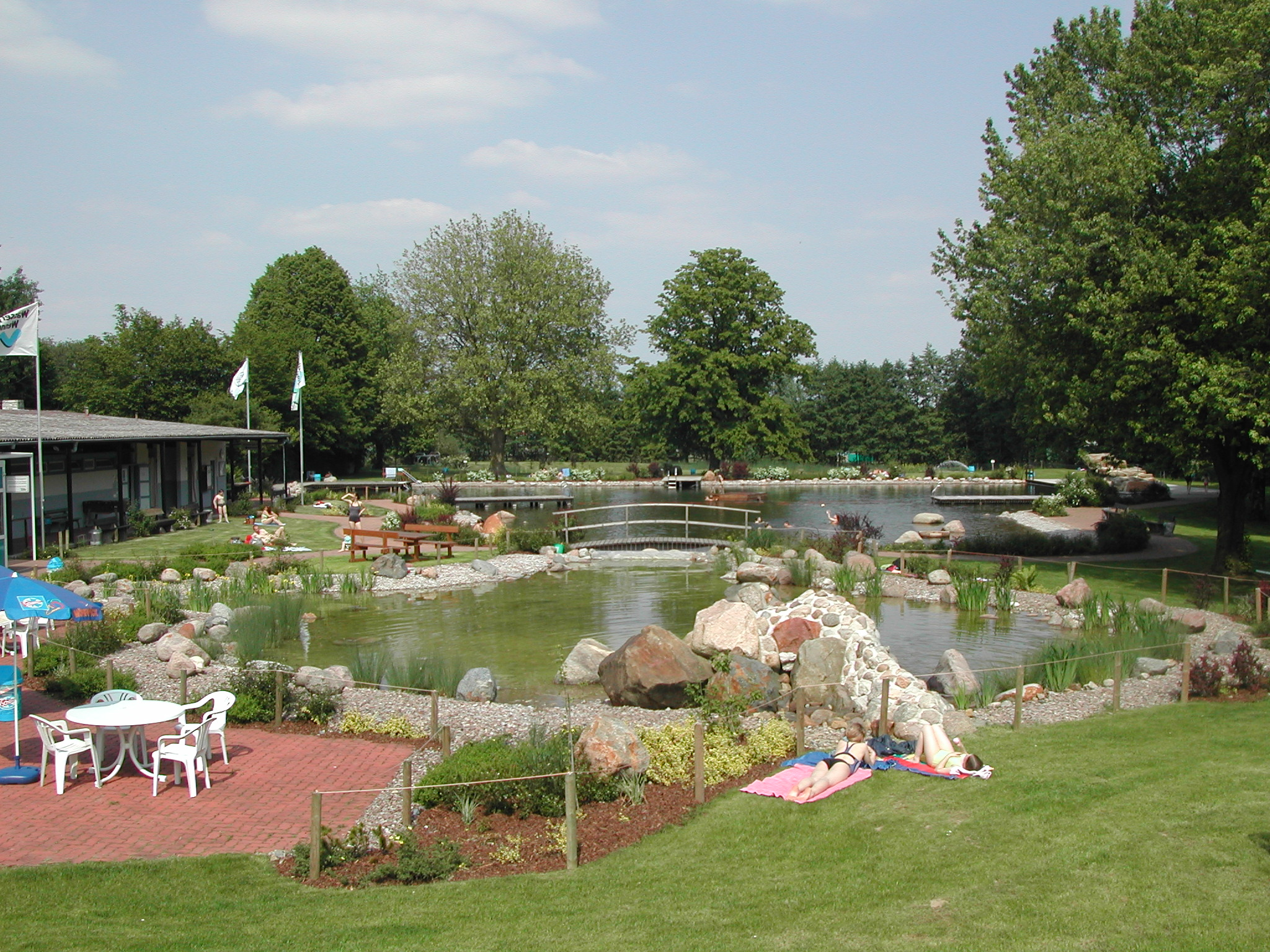
Wasserpark Wennigsen

Der Wasserpark Wennigsen ist ein künstlich angelegter Badesee in der Gemeinde Wennigsen (Deister). Er entstand durch die Arbeit einer Bürgerinitiative, die auf die Schließung des kommunalen Freibades reagierte. Er liegt im Landschaftsschutzgebiet LSG-H-31 Norddeister in der Region Hannover.
Als der Wasserpark im Jahr 2000 eröffnet wurde, war er der erste seiner Art in Norddeutschland. Er ist noch immer eines der größten künstlich angelegten Naturbäder Norddeutschlands. Ein Regenerationsteich sorgt mittels autochthoner Wasserpflanzen für eine natürliche Reinigung des Wassers, auf Chemikalien kann verzichtet werden. Über einen Quellteich gelangt das aufbereitete Wasser wieder in den großen Badeteich. Dieser ist in einen Schwimmer- und einen Nichtschwimmerbereich unterteilt. Rundherum befinden sich ausgedehnte Liegewiesen, die von Bäumen umsäumt sind. Ein Sprungfelsen ist ebenso vorhanden wie eine Schwimminsel und ein kleiner Wasserfall. Für Kinder gibt es neben einigen Spielgeräten ein großes Sandfeld, das mit Hilfe einer kindersicheren Wasserpumpe in ein großes Matschfeld verwandelt werden kann.
Die Gemeinde Wennigsen (Deister) bezuschusst den Wasserpark mit 100.000 Euro im Jahr. Der Park wird von rund 20.000 Besuchern pro Saison genutzt.
Auf dem Gelände des Wasserparkes hatte die damalige Gemeinde Wennigsen bereits 1927 ein Freischwimmbad errichtet. Es kostete 18.000 Reichsmark (umgerechnet heute etwa 80.000 Euro) und wurde aus frischem Deisterwasser gespeist.